# Eksochí
Eksochí (Eksochi) är en ort i Grekland.   Den ligger i prefekturen Nomós Ioannínon och regionen Epirus, i den nordvästra delen av landet, 300 km nordväst om huvudstaden Aten. Eksochí ligger 485 meter över havet och antalet invånare är 2 975. Den ligger vid sjön Límni Pamvótida.
Terrängen runt Eksochí är varierad. Runt Eksochí är det mycket tätbefolkat, med 1 056 invånare per kvadratkilometer. Närmaste större samhälle är Ioánnina, 3,6 km sydost om Eksochí. Trakten runt Eksochí består till största delen av jordbruksmark.